# Jacques Patin
Jacques Patin (Parijs, 10 april 1532 - aldaar 28 mei 1587) was een Frans kunstschilder, illustrator, ontwerper en graveur. Patin is vooral gekend voor zijn ontwerpen en tekeningen voor het Ballet comique de la reine

## Biografie
Patin kwam uit een gezin van kunstschilders. In 1555 trouwde hij met Marguerite Pennichot. Patin was goed bevriend met François Clouet en samen met hem en Guyon Ledoux schilderde hij in 1559 het wapen voor de begrafenis van Koning Hendrik II. In 1567 verzorgde Patin onder toezicht van Pierre Lescot decoraties voor het Palais du Louvre. In 1570 werd hij ingehuurd door de grand écuyer de France, Claude Gouffier, om decoraties aan te brengen in het Hôtel de Boissy.
In 1581 ontwierp hij de decors en kostuums voor het Ballet comique de la reine van Balthasar de Beaujoyeulx, dat tegenwoordig als eerste ballet de cour wordt gezien. Het ballet werd uitgevoerd als onderdeel van de vieringen rond het huwelijk van de hertog van Joyeuse met Marguerite de Vaudémont, de zus van Louise van Lotharingen., Koningin van Hendrik III.  In 1582 werd Patin officieel benoemd tot hofschilder en op verzoek van de Koningin tekende en graveerde hij 27 platen voor het boek van het ballet dat in 1582 werd gepubliceerd.
Patin trouwde in 1555 met zijn eerste vrouw Marguerite Pennichot, waarmee hij zeven kinderen kreeg. Slechts twee van hen zijn volwassen geworden. In 1584 kwam Pennichot te overlijden. Patin hertrouwde met Claude Cornu en kwam zelf in 1587 te overlijden. 